# SweetSexySavage
SweetSexySavage é o primeiro álbum de estúdio da cantora e compositora americana Kehlani. O álbum foi lançado em 27 de janeiro de 2017 pela gravadora Atlantic Records. Os trabalhos do álbum começaram em 2016 após o lançamento do mixtape You Should Be Here. A cantora descreveu o álbum com três elementos; Sweet (doce), Sexy e Savage (selvagem), que foram posteriormente refletidos no conteúdo lírico e na produção das músicas.
As canções foram escritas pela Kehlani, exceto a faixa "Intro" que foi escrita por Reyna Biddy. A produção teve a participação de Pop & Oak, Jahaan Sweet, Charlie Heat e vários outros com a intenção de haver diversidade sonora no projeto. O álbum recebeu inúmeras críticas positivas, como a nota 76 data pelo site Metacritic, fazendo com que se tornasse a segunda maior nota da cantora desde o seu último álbum de 2015. Na Billboard Hot 100 dos Estados Unidos, debutou em terceiro lugar, tendo 58.000 cópias equivalentes em sua primeira semana. A promoção do álbum se deu por dois singles oficiais, "CRZY" e "Distraction", em que ambas as canções alcançaram o oitavo lugar na Billboard Hot 100. Para uma maior promoção futura do álbum, Kehlani promoveu a SweetSexySavage Tour.

## Antecedentes
Depois da turnê pela América do Norte com a You Should Be Here Tour, as sessões de gravação do álbum começaram na Filadélfia durante o Halloween de 2015. Anunciou-se que o álbum seria lançado no meio de 2016, mas o projeto continuou sendo desenvolvido e o os trabalhos foram passados para a gravadora da cantora. A produção geral do álbum ficou por conta do letrista Pop & Oak, além da produção e direção musical de Jahaan Sweet. A inspiração do álbum baseia-se em CrazySexyCool, álbum do grupo TLC. Citou, ainda, Natasha Bedingfield, Colbie Caillat, Gwen Stefani e P!nk como as maiores inspirações do álbum. Afirmou que o álbum é "mais engraçado e agressivo" do que o seu último trabalho.

## Singles
A canção "CRZY" foi lançada como o single principal do álbum em 15 de julho de 2016, alcançando o octagésimo quinto lugar na Billboard Hot 100 dos Estados Unidos. Kehlani performou o single no talk show Jimmy Kimmel Live! para promover o seu álbum. O segundo single, "Distraction", foi lançado em 23 de julho de 2016, alcançando a octagésima quinta posição na Hot 100. A canção impactou rádios rhythmic na metade de janeiro e alcançou a quadragésima posição no top 10 dos charts rádios rhythmic. O videoclipe oficial da canção recebeu mais de 2 milhões de visualizações no YouTube.
O primeiro single promocional do álbum, "Advice", foi lançado em 1 de dezembro de 2016 na estação Beats 1. O segundo single promocional, "Undercover", foi lançado em 5 de janeiro de 2017 durante a mesma estação Beats 1.

## Lançamento e promoção
O acrônimo do álbum, "SSS", foi divulgado pela cantora no Twitter em 27 de novembro de 2016. Em 30 de novembro de 2016, a cantora cedeu uma mensagem aos fãs: "obrigado por acreditarem em mim, por me receberem, por crescerem junto comigo e por me darem confiança para continuar meu trabalho e terminar o meu álbum. Espero que vocês aproveitem a minha jornada, meu crescimento e minhas histórias. É hora do SSS." O álbum ficou disponível para pré-venda no iTunes em 1 de dezembro de 2016, juntamente com o single promocional "Advice". SweetSexySavage contém 19 faixas na versão deluxe. "Do U Dirty" foi lançada em 12 de janeiro de 2017 como o primeiro e único single promocional do álbum.
Em 2 de dezembro de 2016, a cantora anunciou que entraria em turnê para promover o seu álbum. As vendas dos ingressos começaram em 14 de dezembro de 2016 com datas de show na Europa e na América do Norte. A turnê começou em 21 de fevereiro de 2017, em Montreal, Quebec, no Club Soda, finalizando em 31 de agosto na capital de Sydney, no Big Top Sydney. Em 14 de março de 2017, a turnê foi remarcada devido à necessidade de uma cirurgia no estômago da cantora.

## Recepção da crítica
No Metacritic, o álbum recebeu uma nota de 76 de 100. Shahzaib Hussain, da revista Clash, deu ao álbum uma nota de 7 de 10, dizendo que "a produção, às vezes, pode se tornar repetitiva. No entanto, Kehlani eleva o quesito do álbum com sua versatilidade e força". Nick Levine, da revista NME, deu ao álbum uma nota de 4 estrelas de 5, comentando que "o álbum é coesivo sem ser tanta monotonia."
O crítico da revista Exclaim!, Ryan B. Patrick, deu ao álbum uma nota de 8 de 10, dizendo "por ficar intensamente pessoal, Kehlani adicionou o lado humano nas canções com autodeterminação." Andy Kellman, do site AllMusic deu uma nota de 4.5 de 5, comentando que "os altos de baixos, o luto e o prazer, a insegurança e o orgulho são colocados de forma vívida no álbum, fazendo com que Kehlani derrame-se completamente sem a venda massiva de uma ideia." Katherine St. Asaph da [~[Pitchfork]] deu ao álbum uma nota de 7 de 10, afirmando que "de forma refrescante, o álbum está no seu melhor e mais exuberante momento." Barry Walters, da Entertainment Weekly, deu ao álbum uma nota B, dizendo que "destaques assustadores como "Piece of Mind" e "Everything Is Yours" provam que, durante o desenvolvimento do álbum, há sucintez, braveza e sinceridade para que a busca pela essência de Kehlani ocorra."

## Faixas
| SweetSexySavage – disco 1 (áudio) |                        |                                                                                                |                                |         |  |
| N.º                               | Título                 | Compositor(es)                                                                                 | Produtor(es)                   | Duração |  |
| 1.                                | "Intro"                | Reyna Biddy                                                                                    |                                | 0:59    |  |
| 2.                                | "Keep On"              | Kehlani Jahaan Sweet Augus Rigo Ricky Tillo                                                    | Jahaan Sweet Rigo              | 3:38    |  |
| 3.                                | "Distraction"          | Parrish Andrew Wansel Warren Felder Daniel Klein Matthew Campfield                             | Pop & Oak Campfield Klein      | 3:55    |  |
| 4.                                | "Piece of Mind"        | Parrish Autoro Whitfield Wansel Felder                                                         | Pop & Oak Toro Klein           | 4:18    |  |
| 5.                                | "Undercover"           | Parrish Aliaune Thiarn Jake Troth Anthony Beale Anthony Lawson Bob Marley Eerbest Brown        | Charlie Heat                   | 3:03    |  |
| 6.                                | "CRZY"                 | Parrish Denisia "Blu June" Andrews Brittany Chi Coney                                          | Novawav                        | 3:11    |  |
| 7.                                | "Personal"             | Parrish Sweet Jonhtá Austin Bryan-Michael Fox Kevin Hicks Phalon Alexander                     | Jahaan Sweet                   | 3:47    |  |
| 8.                                | "Not Used to It"       | Parrish Felder Wansel Campfield Klein Lotus Hartley Rhian Sheehan                              | Pop & Oak Campfield Klein      | 3:55    |  |
| 9.                                | "Everything Is Yours"  | Parrish Wansel Felder Campfield Klein                                                          | Pop & Oak Koalo Brown          | 3:31    |  |
| 10.                               | "Advice"               | Parrish Wansel Felder Campfield Klein                                                          | Pop & Oak Campfield Klein      | 3:22    |  |
| 11.                               | "Do U Dirty"           | Parrish Christopher Featherstone Justin Featherstone Matthew Featherstone William Featherstone | The Featherstones              | 3:26    |  |
| 12.                               | "Escape"               | Parrish Whitfield Wansel Felder Brown Koalo                                                    | Pop & Oak Koalo Brown Toro     | 3:21    |  |
| 13.                               | "Too Much"             | Parrish Maxime Picard Clement Picard Stephen Garrett Timothy Mosley                            | Sevn Thomas Rex Kudo           | 2:54    |  |
| 14.                               | "Get Like"             | Parrish Matthew Jehu Samuels Rupert Thomas Masamune Kudo Nick Seeley                           | Sevn Thomas Rex Kudo           | 2:54    |  |
| 15.                               | "In My Feelings"       | Parrish Wansel Felder Koalo James Harris Terry Lewis                                           | Pop & Oak Koalo                | 3:46    |  |
| 16.                               | "Hold Me by the Heart" | Parrish Whitfield Wansel Felder                                                                | Pop & Oak Toro                 | 3:45    |  |
| 17.                               | "Thank You"            | Parrish Whitfield Wansel Felder Klein Campfield                                                | Pop & Oak Klein Campfield Toro | 3:49    |  |
| Duração total:                    | Duração total:         | Duração total:                                                                                 | Duração total:                 | 58:29   |  |

| Edição Deluxe  |                |                               |         |  |
| N.º            | Título         | Produtor(es)                  | Duração |  |
| 18.            | "I Wanna Be"   | Composer P-Lo Swagg R'Celious | 3:31    |  |
| 19.            | "Gangsta"      | JMIKE Djemba Djemba           | 2:57    |  |
| Duração total: | Duração total: | Duração total:                | 64:56   |  |

Créditos adicionais
- "Undercover" contém uma interpolação de "Don't Matter", de Akon.
- "Personal" contém um sample vocal de "Come Over", de Aaliyah e Tank.
- "Not Used to It" contém uma interpolação de "Waiting" de Rhian Sheehan com Lotus Harley.
- "Too Much" contém uma interpolação de "More Than a Woman", de Aaliyah.
- "In My Feelings" contém um saimple de "If It Isn't Love", de New Edition.

## Charts
| Chart (2017)                            | Peak position |
| --------------------------------------- | ------------- |
| Austrália (ARIA)                        | 32            |
| Bélgica (Ultratop Flandres)             | 61            |
| Bélgica (Ultratop Valônia)              | 165           |
| Canadá (Billboard)                      | 3             |
| Países Baixos (Dutch Charts)            | 28            |
| França (SNEP)                           | 127           |
| Irlanda (IRMA)                          | 45            |
| Nova Zelândia (RMNZ)                    | 18            |
| Noruega (VG-lista)                      | 40            |
| Suíça (Schweizer Hitparade)             | 63            |
| Reino Unido (Official Albums Chart)     | 26            |
| Reino Unido (UK R&B Albums Chart)       | 5             |
| Estados Unidos (Billboard 200)          | 3             |
| Estados Unidos (Top R&B/Hip Hop Albums) | 2             |

## Histórico de lançamento
| Região | Data                  | Formato                          | Gravadora        |
| ------ | --------------------- | -------------------------------- | ---------------- |
| Várias | 27 de janeiro de 2017 | CD LP Streaming Download digital | Atlantic Records |